# 小无蓑螳属
小无蓑螳属（学名：Achlaenella）是色翅螳科下的一个属。

## 下属物种
本属包括以下物种：
- Achlaenella adolphifrederici Rehn, 1914